# Mitridate IV di Partia
Mitridate IV (... – 54 a.C.) è stato re dei Parti.

## Biografia
Dopo aver ucciso il padre Fraate III, regnò dal 57 a.C. con il fratello Orode II, il quale, essendo più anziano, ottenne di diritto il trono dell'Impero partico. Tuttavia nominò suo fratello Mitridate re di Media, un regno minore all'interno dell'Impero partico. 
Tuttavia lo stesso Orode fu minacciato dal tentativo di Mitridate di spodestarlo, e chiese l'aiuto dell'abile generale Surena, Spahbod (generalissimo)  dell'esercito partico, che riuscì a riconquistare il regno con il suo esercito in nome di Orode. Quest'ultimo revocò a Mitridate il titolo concessogli e lo costrinse a fuggire nella provincia romana della Siria ed a chiedere asilo al governatore e proconsole romano Aulo Gabinio nel 55 a.C.. Dopo aver ottenuto l'alleanza e l'appoggio di quest'ultimo, Mitridate cercò di invadere la Partia ed ottenere il trono di suo fratello.
Durante la marcia verso la Partia, il proconsole Aulo Gabinio ricevette la richiesta di aiuto da un altro sovrano spodestato, il faraone egizio Tolomeo XII, della dinastia dei Tolomei. Aulo Gabinio decise di accettare l'offerta di denaro di Tolomeo XII e abbandonò la causa di Mitridate. Deciso a non abbandonare la sua campagna per ottenere il trono di Partia, Mitridate cercò di radunare nuovi alleati alla sua causa e proseguì la sua marcia. Assediato a Seleucia da Surena, venne alla fine sconfitto e fatto giustiziare da suo fratello nel 54 a.C.